# Anales de Ciencias Naturales
Els Anales de Ciencias Naturales (abreujat Anales Ci. Nat.) va ser la primera publicació periòdica dedicada en exclusiva a les ciències naturals que apareix a Espanya. Es va publicar per primera vegada a l'octubre de 1799 amb el títol d'Anales de Historia Natural, encara que en el seu setè número es va canviar al d'Anales de Ciencias Naturales el gener de 1801, justificant-ho per l'ampliació dels objectius inicials de la revista. Els científics responsables de l'edició inicial dels Anales van ser el mineralogista alemany Christian Herrgen, el químic francès Joseph Louis Proust, el químic burgalès Domingo García Fernández i el botànic valencià Antonio José de Cavanilles.
Es van arribar a publicar 21 números d'entre 100 i 150 pàgines cadascuna, d'elaboració molt acurada, i que apareixien irregularment cada pocs mesos. Els treballs eren majoritàriament originals, i van ser les contribucions botàniques, amb Cavanilles al capdavant amb 48 articles, les que van ocupar el major nombre de pàgines. També abunden els articles de mineralogia de Herrgen i els seus deixebles, així com els de zoologia, física, medicina, astronomia, hidrografia i història de la ciència. Altres autors rellevants que van contribuir a la revista van ser el naturalista alemany Alexander von Humboldt, Ignacio Jordán Claudio de Asso y del Río, Andrés Manuel del Río i Luis Née. L'últim número va aparèixer a l'abril de 1804.